# Білл Ріттер
Огуст Вільям «Білл» Ріттер-молодший (англ. August William «Bill» Ritter, Jr.; нар. 6 вересня 1956, Денвер, Колорадо) — американський політик, 41-й губернатор штату Колорадо від Демократичної партії.

## Біографія

### Ранні роки та освіта
Білл Ріттер народився у Денвері. Він був шостою дитиною у родині серед 11 братів і сестер і виріс на фермі, розташованій на сході від міста Орора. Ріттер навчався у середній школі Орори і, у 1970—1972 роках, у католицькій середній школі Св. Антонія у Сан-Антоніо, Техас. Його батько, Білл, працював у будівельній галузі, а мати, Етель, спочатку була домогосподаркою, а коли Білл підріс, пішла працювати бухгалтером. У 14 років Ріттер почав працювати на будівництві, де вступив у профспілку. Завдяки роботі і студентськими позиками він зміг оплатити навчання в університеті. У 1978 році Ріттер отримав ступінь бакалавра в області політології в університеті штату Колорадо, а у 1981 році — ступінь доктора права в юридичній школі Колорадського університету у Боулдері.

### Кар'єра
У 1981 році Ріттер став заступником окружного прокурора міста і округу Денвер. У 1987 році Ріттер і його дружина Дженні переїхали в Замбію як місіонери католицької церкви, де вони відкривали пункти розподілу продовольства і освітній центр. Після повернення в Денвер в 1989 році, губернатор Рой Ромер знову призначив Ріттера в офіс окружного прокурора, а У 1993 році — окружним прокурором. На цій посаді У 1994 році він створив один з перших в країні суд у справах про наркотики. У суді Ріттер підтримував звинувачення у сексуальному насильстві і у насильстві в сім'ї, а також у злочинах проти людей похилого віку. Під час перебування на посаді окружного прокурора Ріттер був віце-президентом Національної асоціації окружних прокурорів, головою Американського науково-дослідного інституту прокуратури, а також членом Національної асоціації фахівців у справах про наркотики.
У 2006 році Ріттер був обраний губернатором штату Колорадо. На виборах він переміг кандидата від Республіканської партії Боба Бопреза, набравши 57,0 % голосів проти 40,2 % у суперника. За сімейними обставинами Ріттер не став переобиратися на другий термін У 2010 році.
Після відходу з посади губернатора Ріттер працює директором Центру нової енергетики в Університеті штату Колорадо.

### Особисте життя
Білл і Джині Ріттер одружилися у 1983 році. У них четверо дітей: Огуст, Ейб, Сем, і Таллі. Дженні працює позаштатним викладачем У державній школі.